# Amélie Guillot-Saguez
Amélie Guillot-Saguez, nata Amélie Esther Saguez (Parigi, 8 novembre 1810 – Chéraga, 7 marzo 1864), è stata una pittrice e fotografa francese, fu una delle prime professioniste parigine femminili dagherrotipiste assieme a Madame Gelot-Sandoz nel 1844.

## Biografia
Figlia di Jean-Baptiste e di Félicité Charlotte Rémy, ebbe una sorella più giovane, Laure Caroline Antonia, nata nel 1815. Il padre morì nel 1833. Nel 1835 sposò il medico Jacques-Michel Guillot (1807-1866), stabilendosi per svolgere la professione a Meulan-en-Yvelines. In questa cittadina prese parte all'Esposizione del 1836 con una sua pittura
Due anni dopo presentò un nuovo dipinto all'Esposizione che si tenne nella cittadina, stavolta firmato Guillot-Saguez. Il dipinto, intitolato "Mademoiselle de Sombreuil", mostrava la nobildonna che beve un bicchiere di sangue, venne riufiutato dalla commissione incaricata. La scena del quadro si riferiva alla storia di Marie-Maurille de Sombreuil che, per salvare il padre dalla ghigliottina nel 1792, si rassegnò a bere un bicchiere del sangue di vittime decapitate. Il dipinto venne accolto invece alla mostra delle arti e dell'industria di Valenciennes che si tenne nel 1838. Non si hanno notizie sulla collocazione di quel dipinto come anche del precedente.
Non vi è certezza dell'anno in cui la coppia si trasferì a Parigi ma nel 1841 nacque il figlio Alain Leon in quella città. Nel 1844 con il marito aprì un atelier di fotografia, primato che condivise con l'altra rappresentante parigina Madame Gelot-Sandoz. In entrambi i casi è interessante mettere in risalto il fatto che entrambi i mariti acconsentirono a congiungere i loro nomi con quello delle mogli e, a posteriori, dopo recenti studi, si è potuto osservare che furono le mogli, in realtà, le fotografe.
L'anno seguente la famiglie lasciò Parigi per l'Italia, dapprima a Napoli e quindi a Roma dove frequentò il gruppo di intellettuali che abitualmente si incontrava all'Antico Caffè Greco e che, secondo alcune testimonianze, contribuì ad introdurre in città la calotipia. Amélie si dedicò essenzialmente alla foto di architettura, ma anche ai ritratti di persone che vivevano nei cosiddetti borghetti, cioè baraccopoli e casupole spontanee, costruite senza alcun permesso, sorte ai confini della Città Eterna, dove viveva gente in miseria ai margini della società. Questo lavoro, composto in un album, si concluse in 37 immagini con la novità di averle stampate su carta salata, un procedimento inventato fin dal 1833 da William Henry Fox Talbot con fogli imbevuti nel sale prima di farli reagire nel nitrato d'argento. L'album, presentato a Parigi nel 1849, ricevette una medaglia di bronzo alla "11ª Exposition Nationale des produits de l’industrie agricole et manufacturière", anche se venne firmato "Messieurs Saguez". Si tratta di un album in cui la maggior parte delle foto della Guillot-Saguez è inedito e sono conservate presso la Société Française de Photographie, mentre altre sono sparse presso collezionisti privati. A partire dal 2010 alcune di esse sono state oggetto di mostre.
Nel frattempo, il marito dette alle stampe nel 1847 il Metodo teorico e pratico di fotografia su carta sul quale già Louis Désiré Blanquart-Evrard, proprio nello stesso anno aveva lavorato e pubblicato il miglioramento delle stampe su carta all'albumina del metodo di Talbot, ma che aveva introdotto ulteriori migliorie, frutto probabilmente degli esperimenti della moglie, citato peraltro anche da Charles Chevalier nel suo libro. I coniugi rientrarono a Parigi e lei riaprì il proprio atelier fotografico e, come già accennato, prese parte all'Esposizione del 1849, nella cui relazione si legge che presentò anche le immagini di papa Pio IX e del Mosé di Michelangelo.
L'atelier era ancora menzionato negli elenchi commerciali fino al 1856 per poi scomparire. La famiglia Guillot-Saguez, infatti, successivamente si stabilì in Algeria dove morirono lei a Chéraga nel 1864 e lui a Koléa due anni dopo.

## Galleria d'immagini

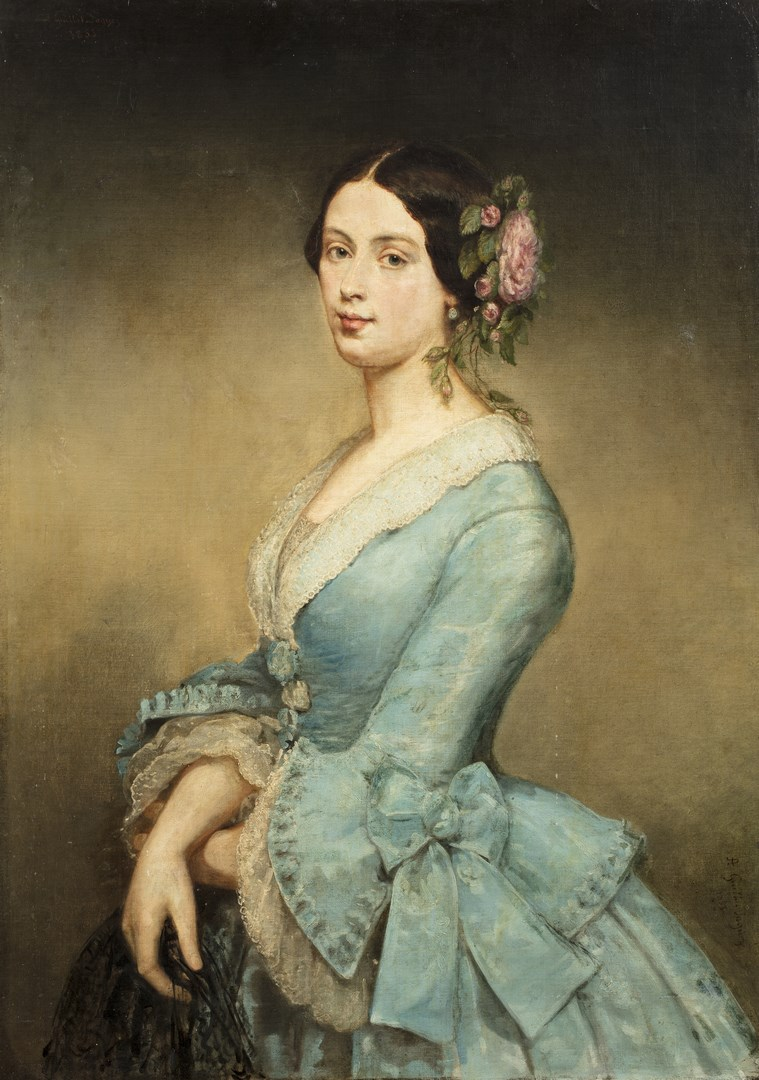
Ritratto di donna in abito blu, olio su tela, 1853
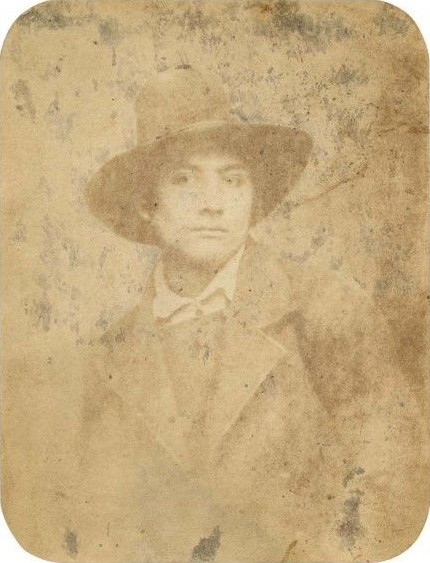
Ritratto di un abitante dei borghetti romani, 1846
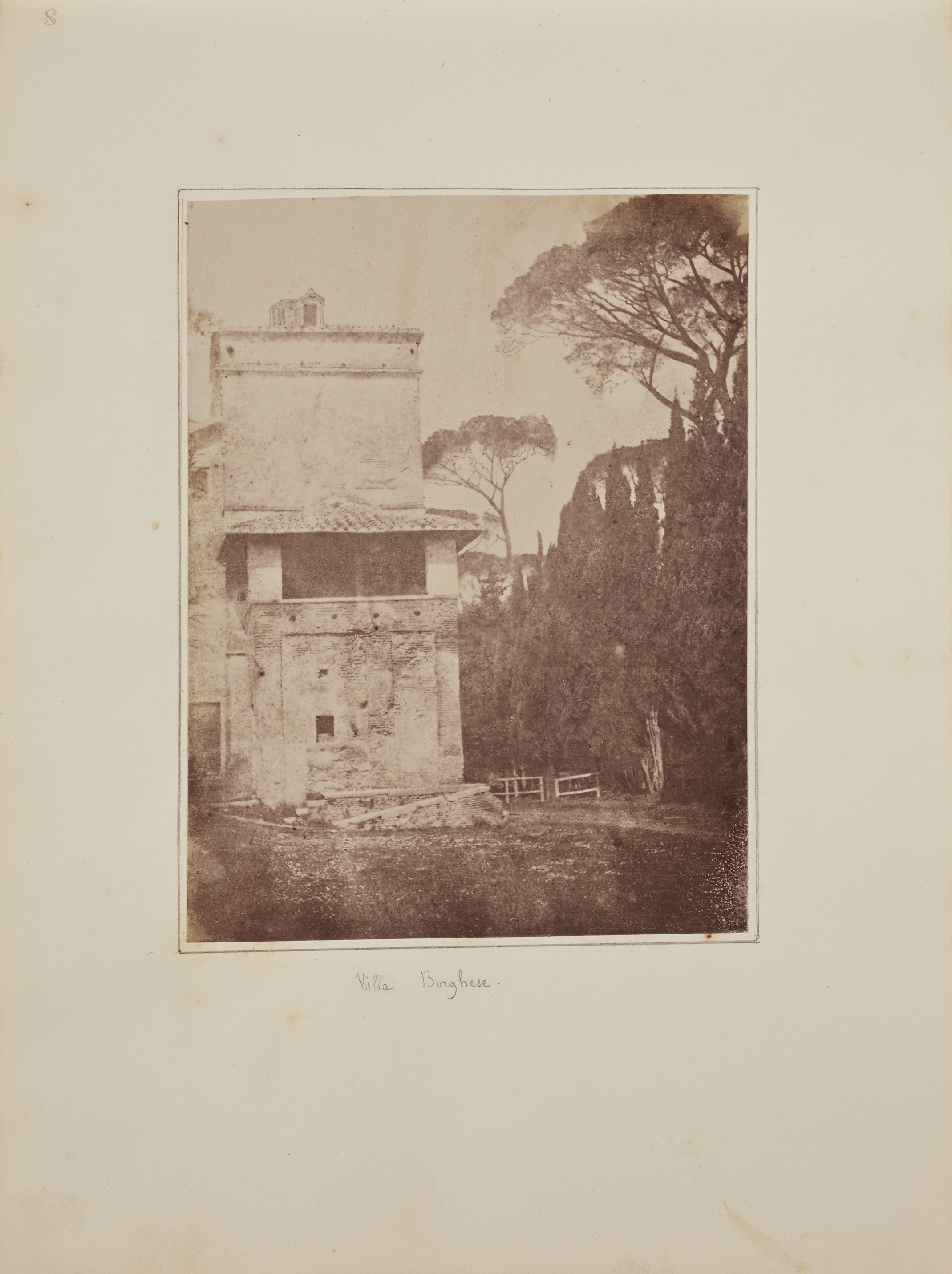
Villa Borghese, 1847
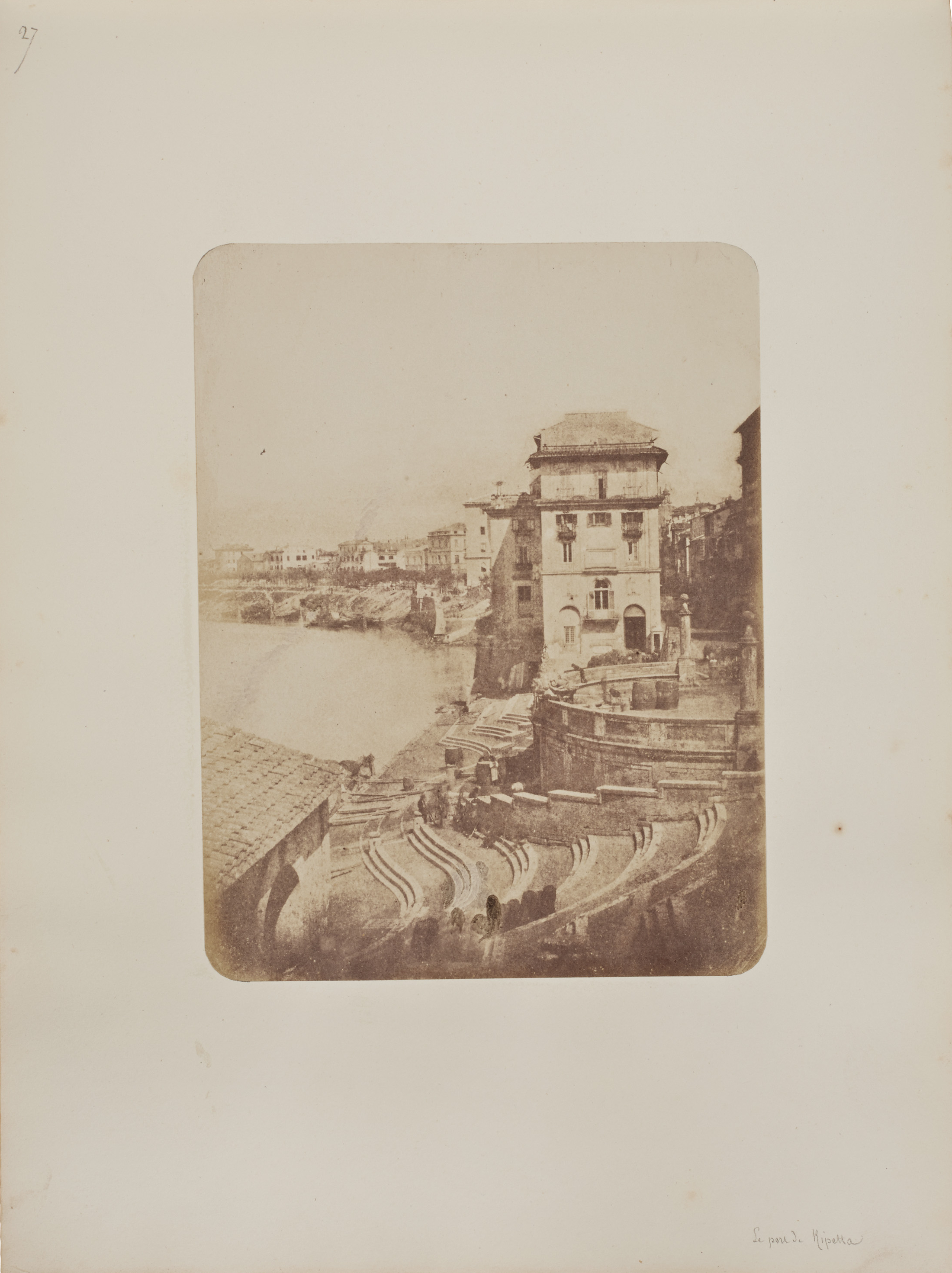
Il Porto di Ripetta, 1847
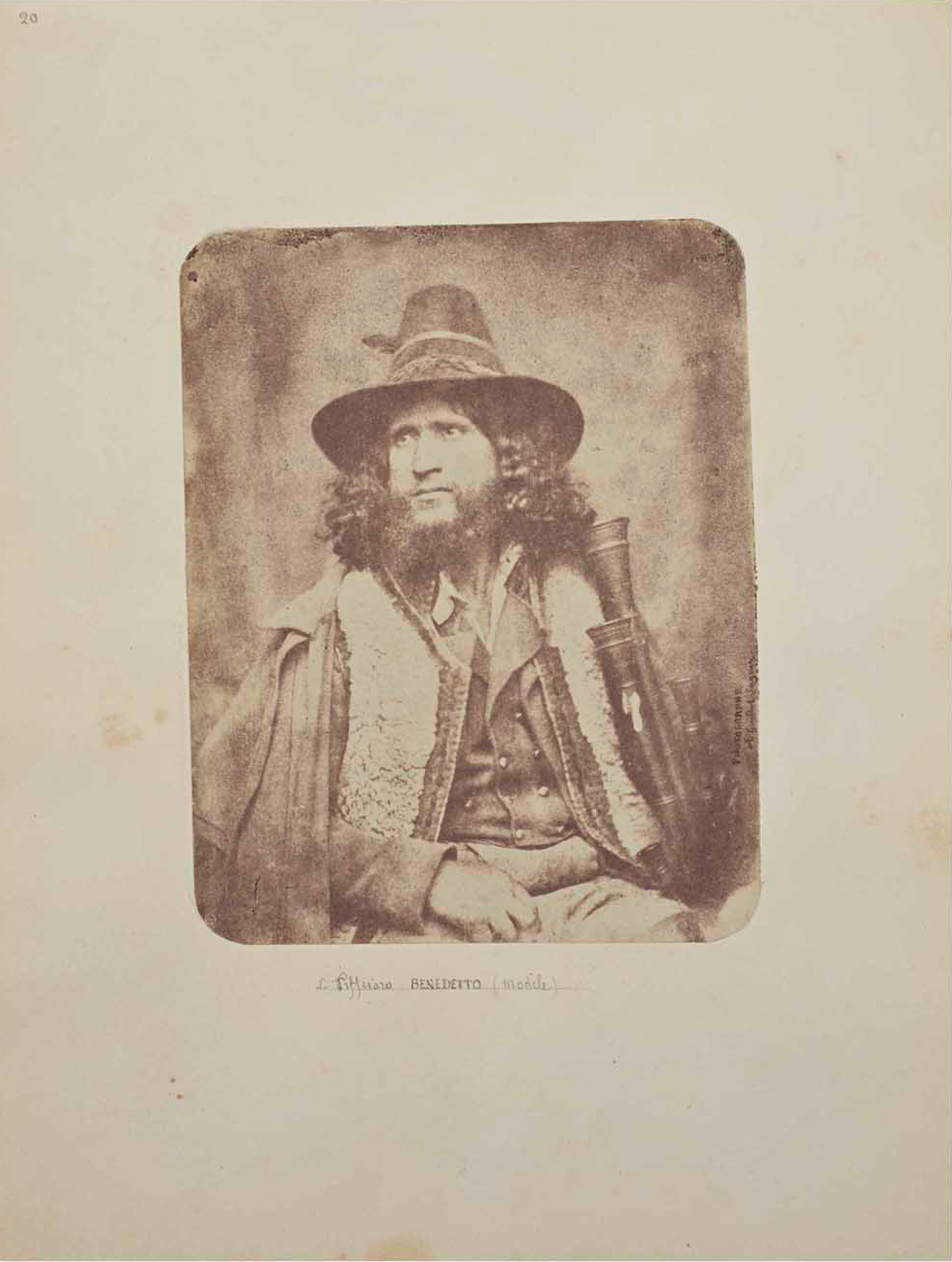
Il pifferaio Benedetto, 1847
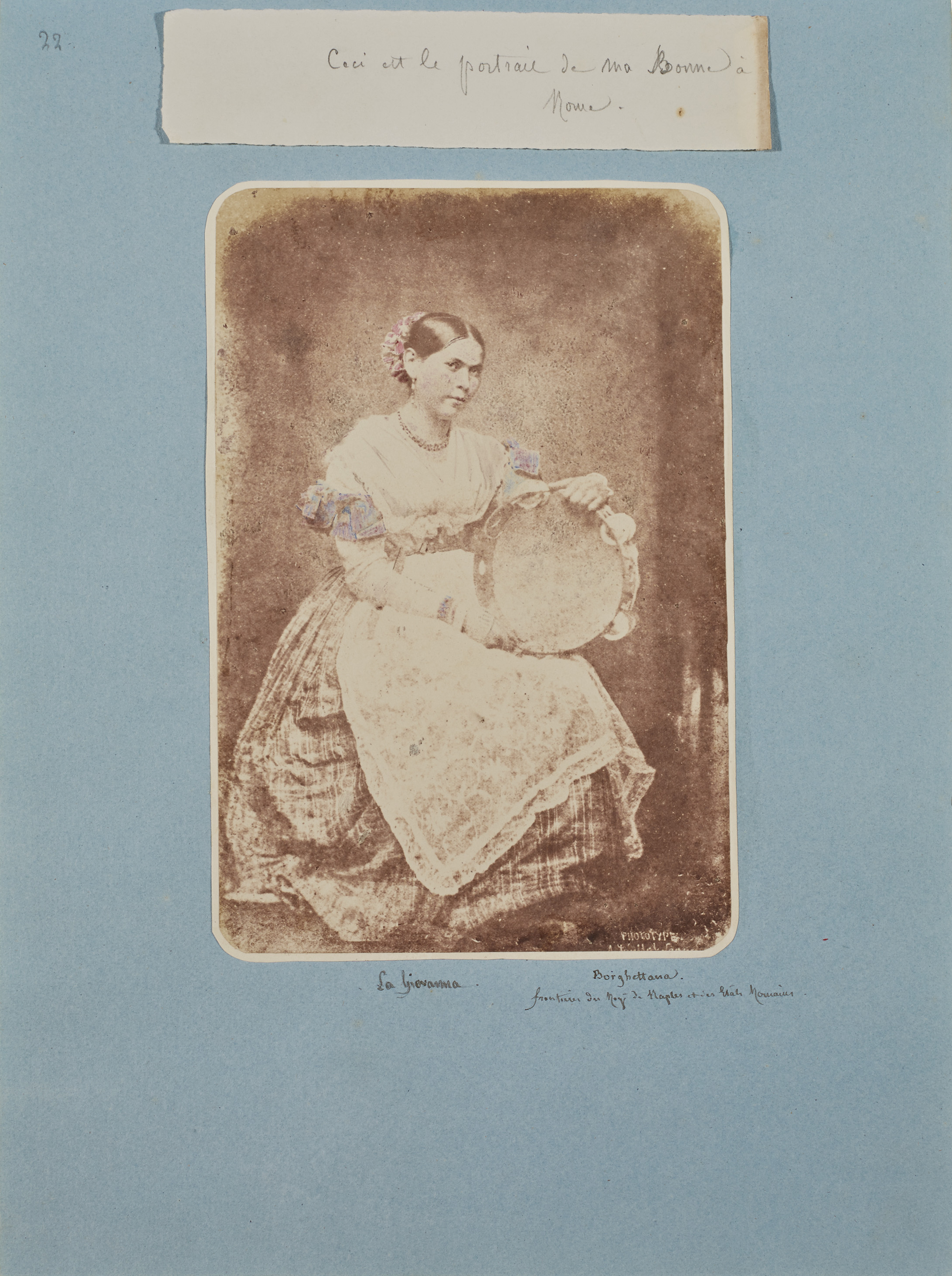
Giovanna, abitante dei borghi al confine tra Roma e Napoli, 1847
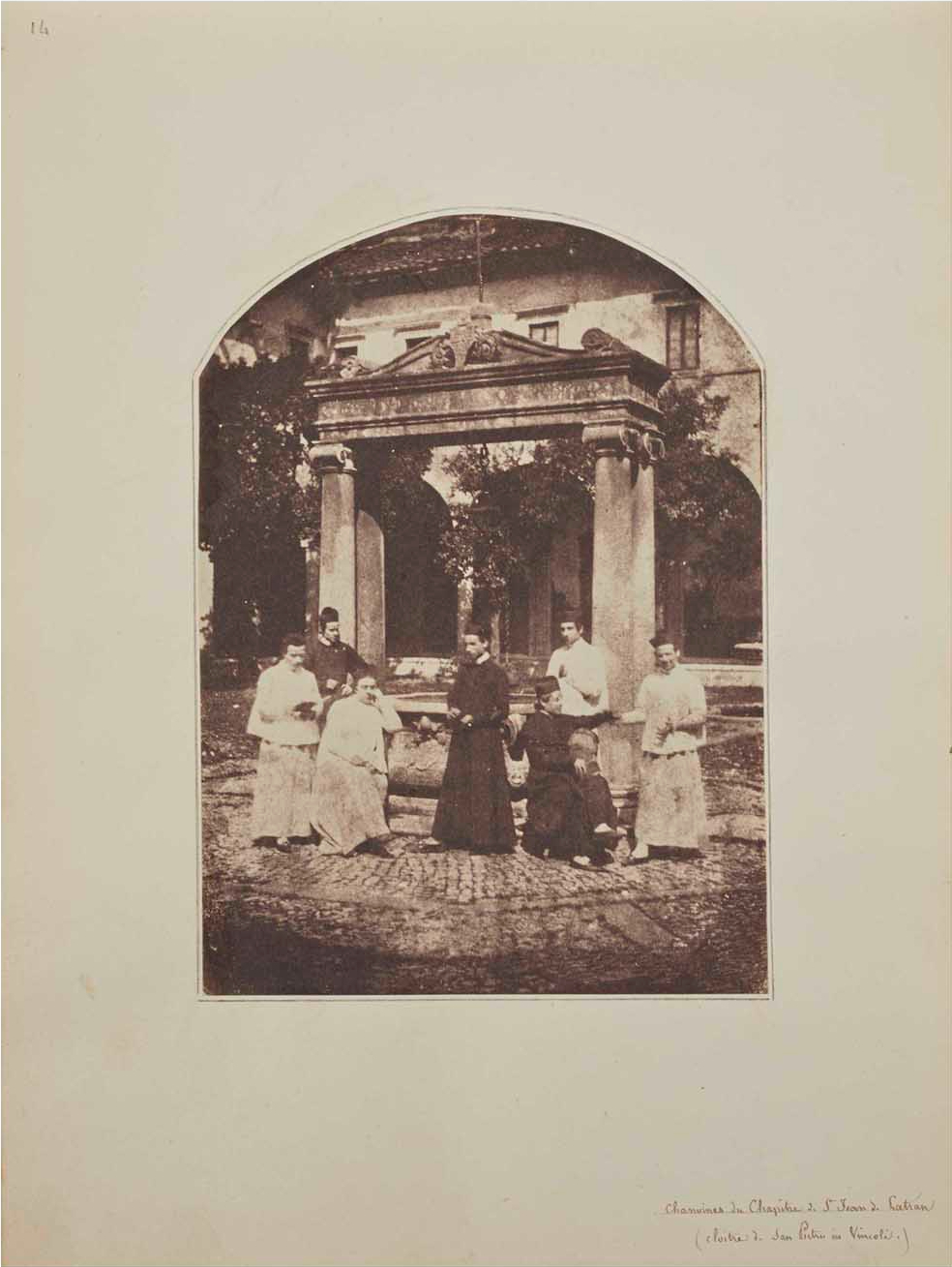
Canonici in San Giovanni in Laterano, 1847